# 33684 Xiaomichael
33684 Xiaomichael este o planetă minoră (asteroid), cu un diametru de 3,563 km, din centura de asteroizi. A fost descoperită pe 13 mai 1999 la Experimental Test Site⁠(d) de Lincoln Near-Earth Asteroid Research. 
Obiectul prezintă o orbită caracterizată de o semiaxă mare de 2,4081033 UAi, o excentricitate de 0,08, o înclinație de 7,08451 ° în raport cu ecliptica.